# Aarwangen
Aarwangen é uma comuna da Suíça, no Cantão Berna, com cerca de 4.145 habitantes. Estende-se por uma área de 9,90 km², de densidade populacional de 419 hab/km². Confina com as seguintes comunas: Bannwil, Graben, Langenthal, Roggwil, Schwarzhäusern, Thunstetten, Wynau.
A língua oficial nesta comuna é o Alemão.